# 田景新
田景新（？—？），贵州思南府朗溪司官籍，陕西蓝田县人，明朝政治人物，同進士出身。

## 生平
萬歷四十三年（1615年）乙卯科舉人，萬曆四十七年（1619年）己未科三甲235名進士。都察院觀政，授官山西高平縣知縣，天啓二年（1622年）调任阳曲县，四年本省同考，五年四月行取广西道監察御史，七年二月因题差固辞被革职閑住。